# Chiesa di Sant'Andrea (Dalmine)
La chiesa di Sant'Andrea è la parrocchiale di Sforzatica quartiere di Dalmine in provincia e diocesi di Bergamo; fa parte del vicariato di Dalmine-Stezzano.

## Storia
La prima citazione della chiesa posta nella località di Sforzatica risale al 1155, indicata nella bolla pontificia di papa Adriano IV come lunga ben 22 metri e larga 8 completa di una sacrestia definita piccola e umida. Nel Cinquecento divenne sede vicariale con ben 17 chiese dipendenti, ma inserita nell'arcidiocesi di Milano. Nell'autunno del 1575 ricevette la visita pastorale di san Carlo Borromeo arcivescovo di Milano, dalla cui relazione di desume che non era conforme alla disposizioni liturgiche, fu infatti ordinato di effettuare l'adeguamento con l'obbligo di spostare l'altare maggiore. Documentato nel 1598 un processo della santa inquisizione nella chiesa a carico di un certo Bartolomeo Locatelli, agricoltore e falegname con l'accusa di avere aggredito l'allora parroco.
L'edificio con il tempo non rispondeva più alle necessità della popolazione fu decisa l'edificazione di una nuova chiesa con il consenso dell'arcivescovo Benedetto Odescalchi e del Doge della Repubblica di Venezia, la ricostruzione doveva essere fatta a spese delle comunità e delle offerte delle famiglie più importanti del territorio su progetto di Giovan Battista Caniana. La nuova chiesa fu edificata in prossimità del paese su un terreno donato con la posa della prima pietra il 27 ottobre 1732. I lavori richiederanno quasi trent'anni; fu consacrata il 4 aprile 1754.
Nel triennio tra il 1784 e il 1787 la chiesa passò dall'arcidiocesi milanese a quella di Bergamo. Il primo atto che sancì questo passaggio, fu l'autorizzazione dell'amministrazione comunale, della sacra Congregazione Concistoriale, e successivamente la bolla pontificia del 13 novembre 1786 di papa Pio VI. Il cambio di diocesi fu ufficializzato nel 1787 dalle autorità episcopali di Bergamo. La chiesa rimase unita a Verdello fino al 1957 con la formazione della nuova parrocchia di Dalmine.
Nel 1922 la chiesa fu smembrata dalla parrocchiale di Dalmine, mentre la località di Sforzata divenne nel 1927 frazione del nuovo comune di Dalmine.
Con decreto del 27 maggio 1979 del vescovo di Bergamo Giulio Oggioni, la chiesa fu inserita nel nuovo vicariato di Dalmine-Sforzatica. Nel XXI secolo la chiesa fu oggetto di lavori di ammodernamento e manutenzione straordinaria.

## Descrizione

### Esterno
L'edificio di culto preceduto dalla camminata in ciottolato, è divisa da una cornice marcapiano in due sezioni, e tripartita da otto lesene complete di zoccolatura e capitelli ionici. Nella sezione inferiore vi è centrale il portale completo di due colonne con capitelli che reggono il timpano curvilineo, dove sono poste lateralmente le statue di grandi angeli, mentre campeggia in posizione centrale sant'Andrea, titolare della chiesa, che regge la croce del suo martirio. La seconda sezione ha centrale una grande apertura con cornice in arenaria atta a illuminare l'aula. La facciata è ornata nella sua parte superiore dalla presenza delle grandi statue opere di Antonio Maria Pirovano raffiguranti san Carlo Borromeo, sant'Andrea, sant'Ambrogio la Madonna Assunta e angeli. La statua della Vergine presenta la scritta Solve Vincla Reis.

### Interno
L'interno sovrastato da due cupole, a pianta rettangolare anticipato della bussola linea si presenta in stile neoclassico a navata unica. Lesene stuccate a lucido dividono la navata e in campate complete degli altari. La cupola maggiore è decorata con affreschi opera di Bernardino Galliari di Andorno raffigurante Gloria del Santo Protettore.
Il presbiterio preceduto dal grande arco trionfale e rialzato da tre gradini presenta lateralmente due cantorie lignee che ospitano l'organo Adeobato Bossi-Urbani.